# Adolf Schmidt (Geologe)

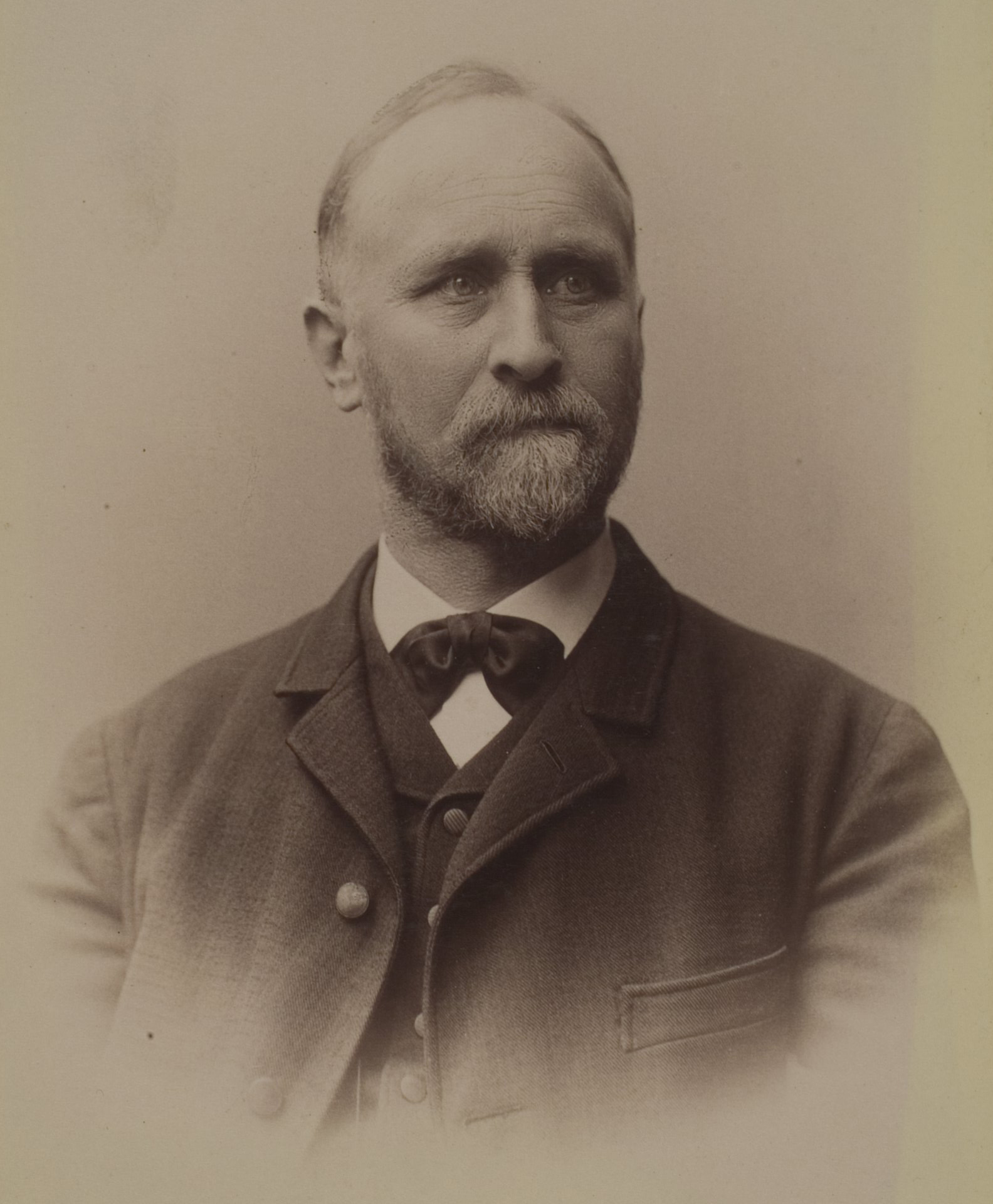
Adolf Schmidt

Adolf Franz Schmidt (* 27. Februar 1836 in Karlsruhe; † 30. Januar 1917 in Heidelberg) war ein deutscher Geologe, Metallurg sowie Hochschullehrer.

## Leben
Adolf Schmidt, Sohn des badischen Beamten Franz Schmidt, 1854 Abiturient am Lyzeum in Mannheim, studierte im Anschluss Mathematik, Physik, Chemie, Geologie, Mineralogie und Maschinenbau an der TH Karlsruhe, wo er Mitglied der Studentenverbindung Corps Bavaria Karlsruhe wurde. 1857 wechselte er zu den Studienfächern Metallurgie und Bergwerkswissenschaft an die Bergakademie Freiberg. Nachdem er 1859 in Mannheim das Berg- und Hüttenmännische Staatsexamen bestanden hatte, immatrikulierte  er sich an der Universität Heidelberg, 1860 erfolgte dort seine Promotion zum Dr. phil. insigni cum laude mit dem Hauptfach Mineralogie sowie den Nebenfächern Chemie sowie Physik.
Adolf Schmidt war in der Folge in Böhmen tätig, 1862 trat er in der Funktion des Bergbauassistenten der großherzoglichen Hüttenverwaltung in Kandern in den badischen Staatsdienst ein, ein Jahr später wurde er zum Vorstand der großherzoglichen Hüttenverwaltung des Eisenwerks in Zizenhausen bestellt. Nachdem der Hüttenwerksbetrieb 1866 eingestellt worden war, übersiedelte Adolf Schmidt 1867 nach Troy im US-Bundesstaat New York, wo er in der Stahlproduktion bei der Firma Bessemer beschäftigt war, bevor er 1872 eine Geologenstelle beim Geological Survey of Missouri antrat, die er bis 1875 innehielt.
Nach seiner Rückkehr nach Deutschland habilitierte Adolf Schmidt sich 1876 als Privatdozent für die Fächer Geologie sowie Metallurgie an der Ruprecht-Karls-Universität Heidelberg, 1880 wurde er dort zum außerordentlichen Professor, 1913 zum ordentlichen Honorarprofessor befördert. Als sein Hauptwerk gilt die dreibändige umfassende Beschreibung der Geologie des Münstertals im badischen Schwarzwald dank der gründlich gesammelten und dargestellten tatsächlichen Materialien.

## Weiteres Werk
- Die Blei- und Zink-Erz-Lagerstätten von Südwest-Missouri, Genetisch-geologische Studie, Habilitationsschrift, Buchdruckerei von J. Hörning, 1876